# Attacus mcmulleni
Attacus mcmulleni es una polilla perteneciente a la familia Saturniidae,descrita por primera vez por el entomólogo estadounidense Joseph Ralph Watson en 1914, distribuida con endemismo en las islas Andamán.
Se presume que A. mcmulleni se especió como vicariante de A. atlas, la especie más extendida del género. El archipiélago de Andamán está a 185 km de cualquier masa de tierra continental, y nunca entró en contacto con las masas de tierra adyacentes durante el Pleistoceno, cuando el nivel del mar era más bajo, por lo que ha estado aislada durante tanto tiempo que pudo desarrollar especies endémicas que desde entonces ha habido un flujo genético mínimo con las otras especies de las islas vecinas.
Picrasma javanica es la planta hospedante natural de la especie.